# C. P. H. Gilbert

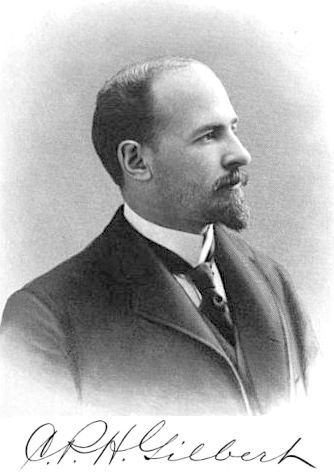
C. P. H. Gilbert

Charles Pierrepont Henry Gilbert (* 29. August 1861 in New York City; † 25. Oktober 1952) war ein amerikanischer Architekt aus New York.

## Biografie
Die Wurzeln seiner Familie reichen nach England zurück. Ein prominentes Familienmitglied war Sir Humphrey Gilbert, der ein Halbbruder von Sir Walter Raleigh war. Er erhielt ein Patent von der Königin Elisabeth I., das ihm das Recht gewährte neue Kolonien in Nordamerika zu errichten.
Die Eltern von C. P. H. Gilbert waren Loring Gilbert und Caroline C. Etchebery. Gilbert studierte in Amerika und Europa. Er studierte Bauwesen und Architektur, dazu später Malerei und Bildhauerei. Er fing als Assistent in einer prominenten Architekturfirma an, wo er seine Ausbildung erhielt.
1886 im Alter von 25 Jahren machte er sich selbständig. Er erhielt mehrere Aufträge und wurde mit der Zeit erfolgreich. Seine Auftraggeber waren meistens reiche Industrielle und Bankiers, die ihre Stadtpalais (townhouse), Herrenhäuser und Villen in New York und Umgebung von ihm erbauen ließen.
Gilbert war mit Florenz Cecil Moss, Tochter von Theodore Moss aus New York City, verheiratet. Gemeinsam hatten sie zwei Kinder, Dudley Pierrepont Gilbert und Vera Pierrepont Gilbert.

## Werke (Auswahl)
Zu seinen Bauten zählen:
- Herrenhaus für Harry F. Sinclair an der East 79th Street und Fifth Avenue, 1898 (heute Ukrainisches Institut)
- Joseph Raphael De Lamar House an der Madison Avenue und East 37th Street, 1905 (heute polnisches Generalkonsulat)
- gemeinsam mit dem Architekten Robert W. Gibson: Haus für Morton F. Plant an der East 52nd Street and Fifth Avenue, 1905 (heute Cartier)
- Haus für Felix M. Warburg an der East 92nd Street und Fifth Avenue, 1906–1908 (heute Jüdisches Museum)
- gemeinsam mit dem Architekten J. Armstrong Stenhouse: Haus für Otto Hermann Kahn an der 91st Street und Fifth Avenue, 1916–1918 (heute Kloster des Heiligsten Herzen Jesu)
- Residenz für Augustus G. Paine, Jr. an der 31 East 69th Street, 1917–1918 (heute österreichisches Generalkonsulat)[3]

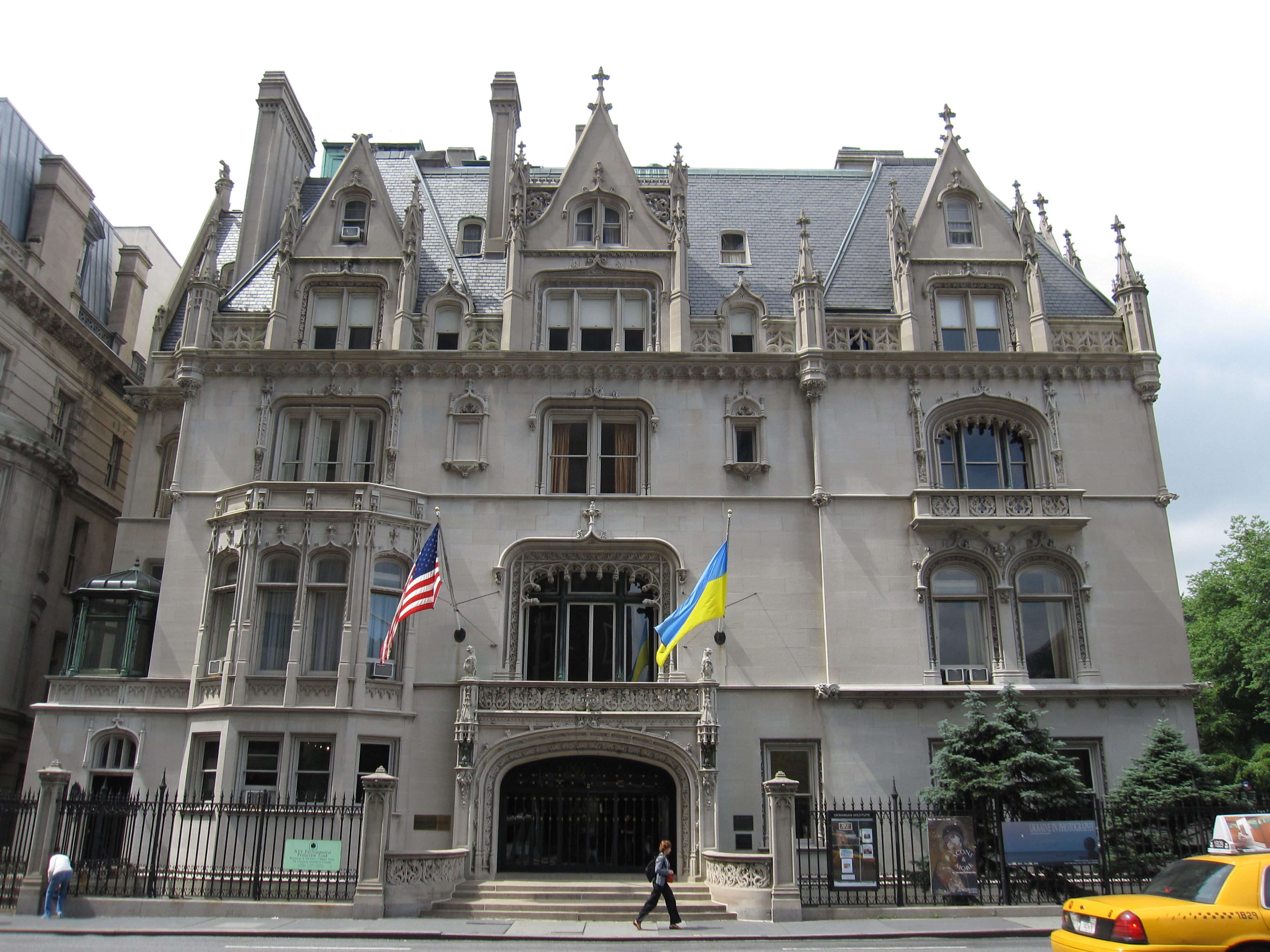
Harry F. Sinclair House an der 79th Street/Fifth Avenue, heute das Ukrainische Institut (1898)
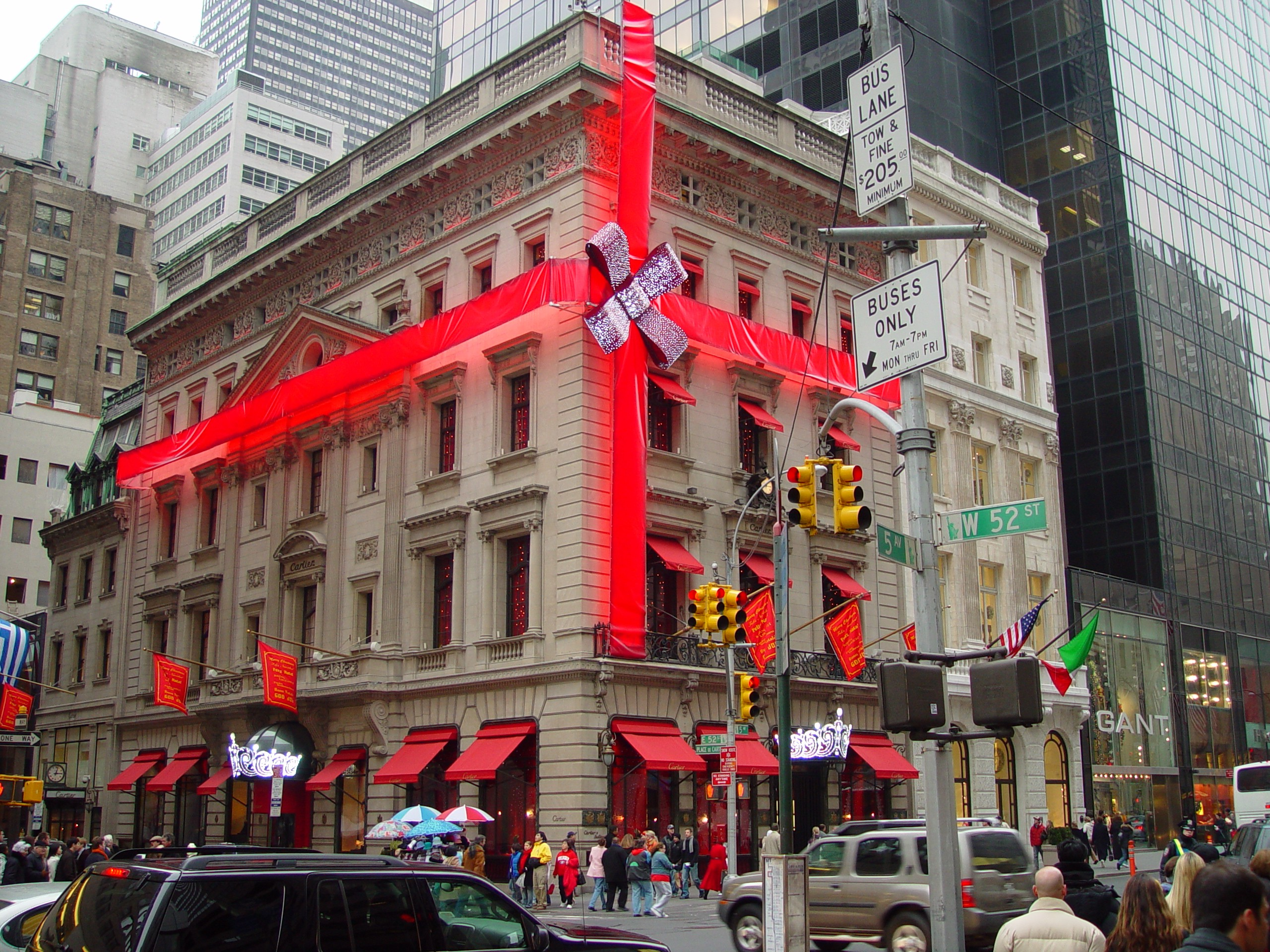
Morton F. Plant-Haus an der 52nd Street/Fifth Avenue, heute Cartier (1905)
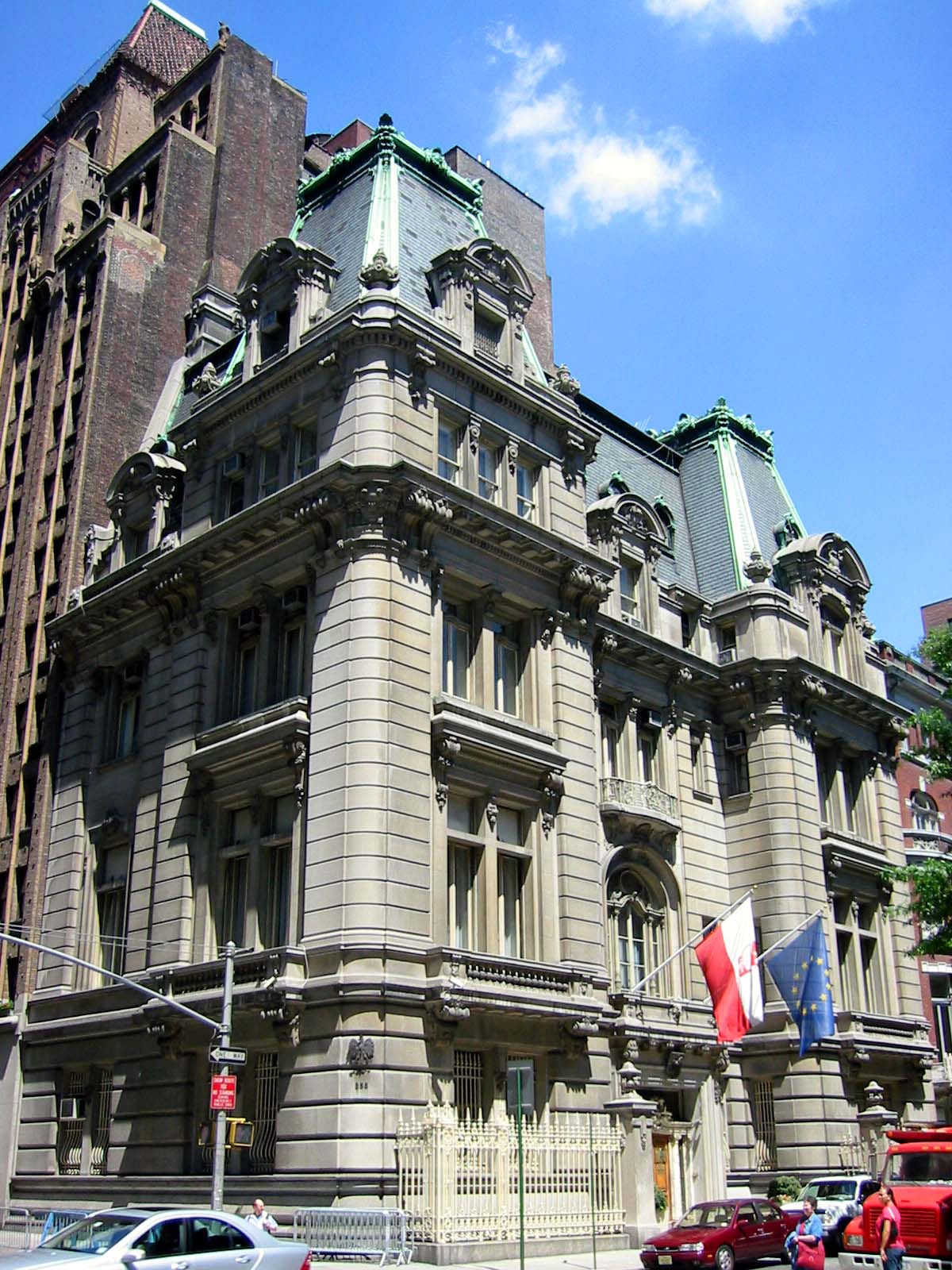
Joseph Raphael De Lamar-Haus an der 37th Street/Madison Avenue, heute das polnische Generalkonsulat (1905)
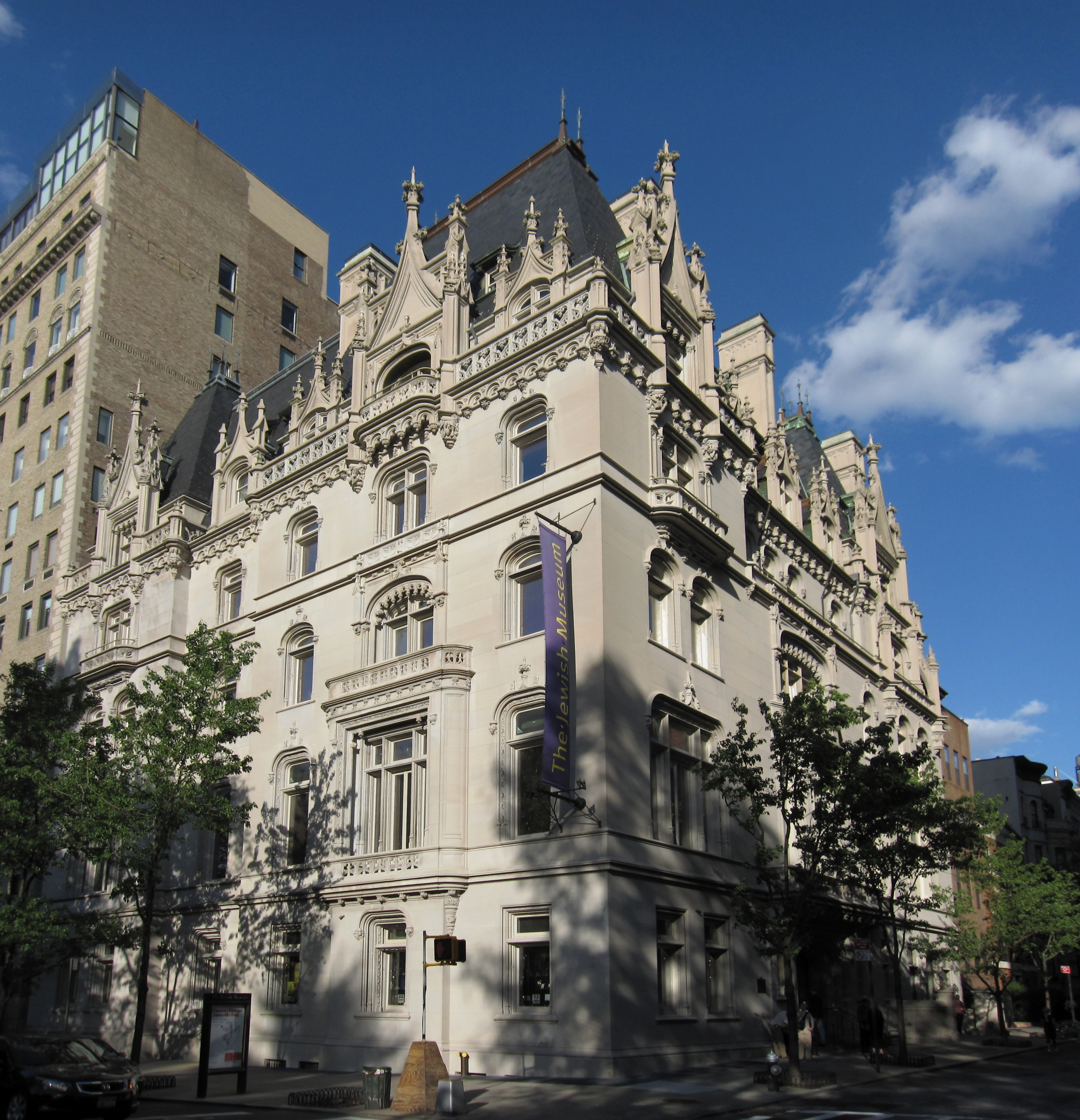
Felix M. Warburg-Haus an der 92nd Street/Fifth Avenue, heute das Jüdische Museum (1906-08)
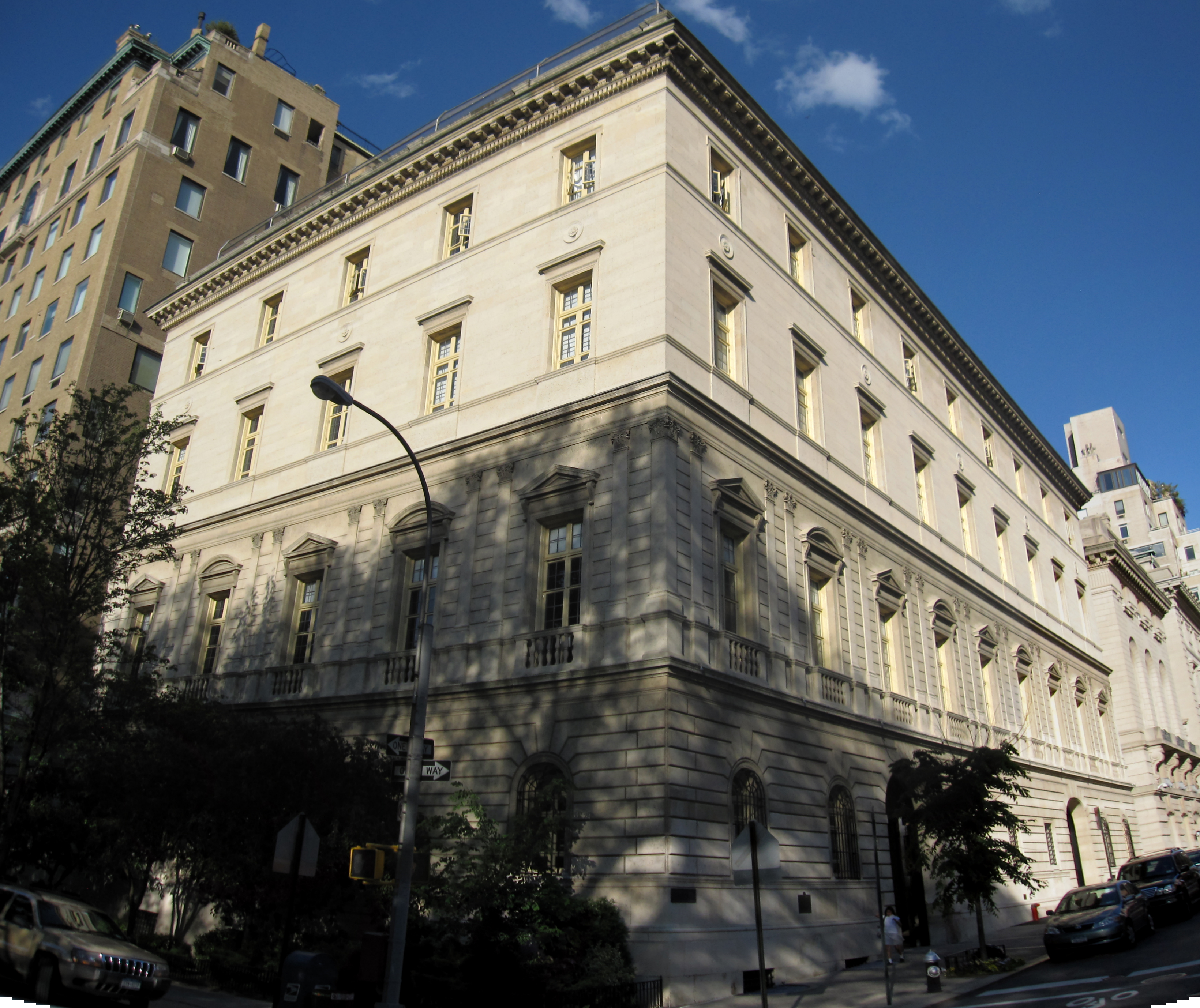
Otto H. Kahn-Haus an der 91st Street/Fifth Avenue, heute Kloster des Heiligsten Herzen Jesu (1916–1918)
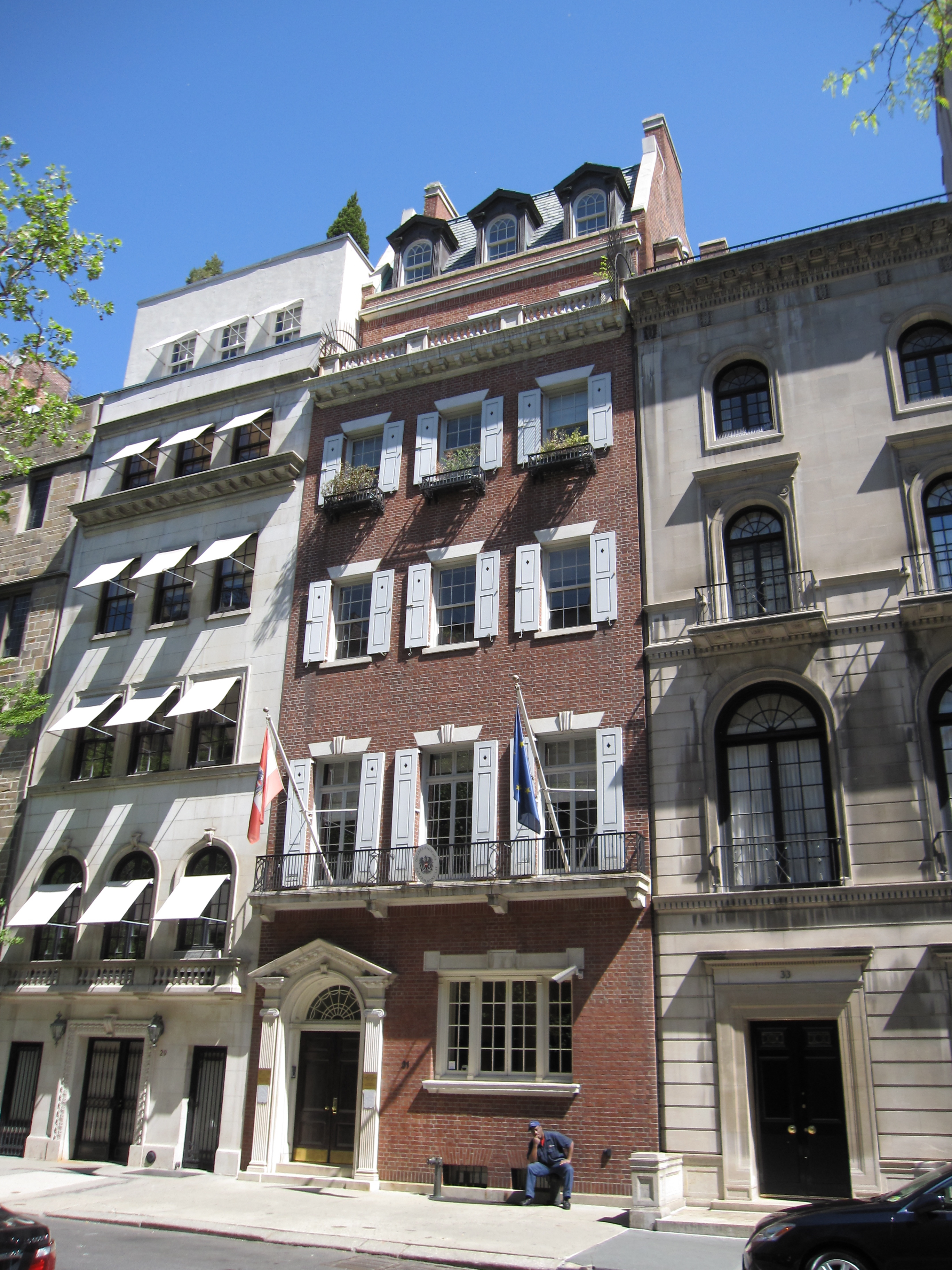
Residenz von Augustus G. Paine, Jr. an der 31 East 69th Street, heute das österreichische Generalkonsulat (1917–1918)